# Миланский доспех

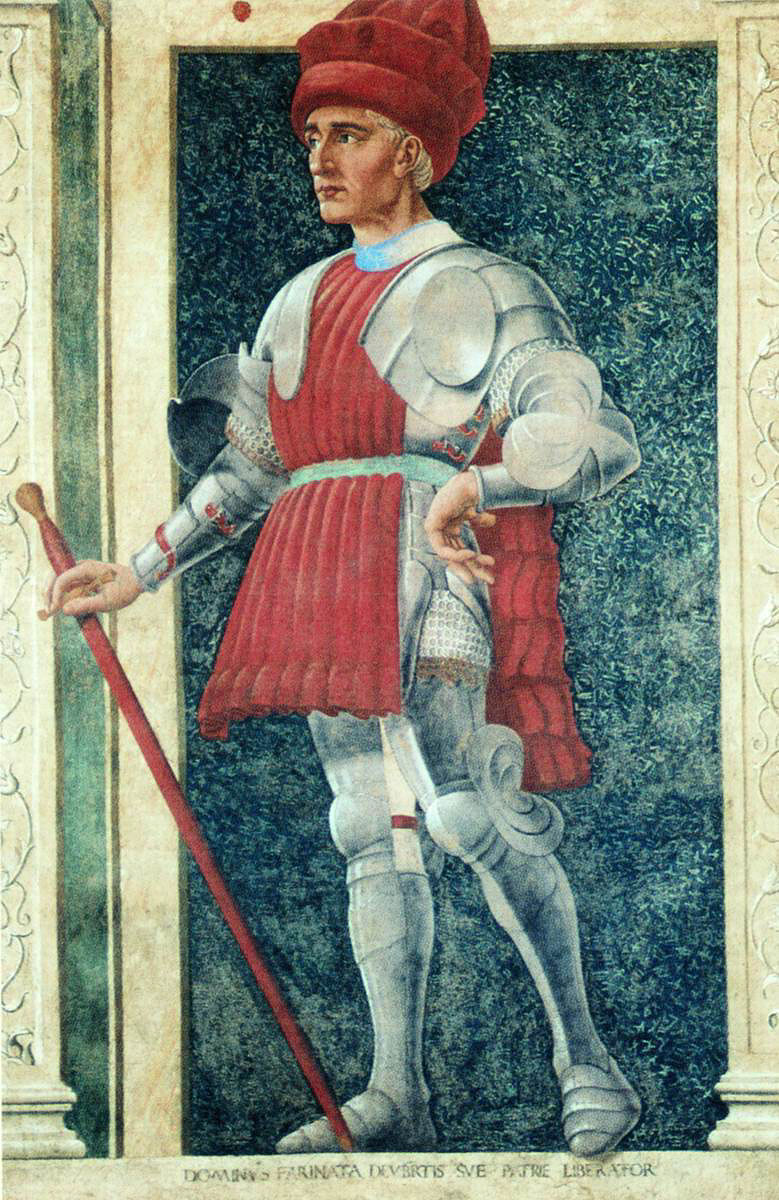
Миланский доспех. Портрет Фарината дельи Уберти. Фреска Андреа дель Кастаньо. Вилла Кардуччи. 1450 г.

Мила́нский доспе́х — полный латный итальянский доспех, появившийся в конце XIV и существовавший до начала XVI века. Это первый тип доспехов, в котором латы (стальные пластины) закрывали всё тело. Особенности конструкции:
- шлем типа «армет», первоначально — армет с ронделем, позднее армет, саллет или иные варианты шлема;
- большие налокотники, позволившие отказаться от щита;
- несимметричные наплечники, в отдельных образцах закрывавшие друг друга на спине;
- латные рукавицы с длинными раструбами.

## История возникновения
Италия в XIV веке стала одной из законодательниц доспешной моды. Итальянские кузнецы-оружейники Милана, Флоренции, Венеции и других городов создавали достаточно качественные доспехи как для внутреннего рынка, так и на экспорт, что было весьма большой редкостью — в более раннем Средневековье доспехи изготавливались там же, где и продавались.
В замке Курбург в итальянском графстве Южный Тироль собрана большая коллекция доспехов второй половины XIV — первой половины XV веков, которая хорошо отражает развитие доспехов в Италии в те годы.

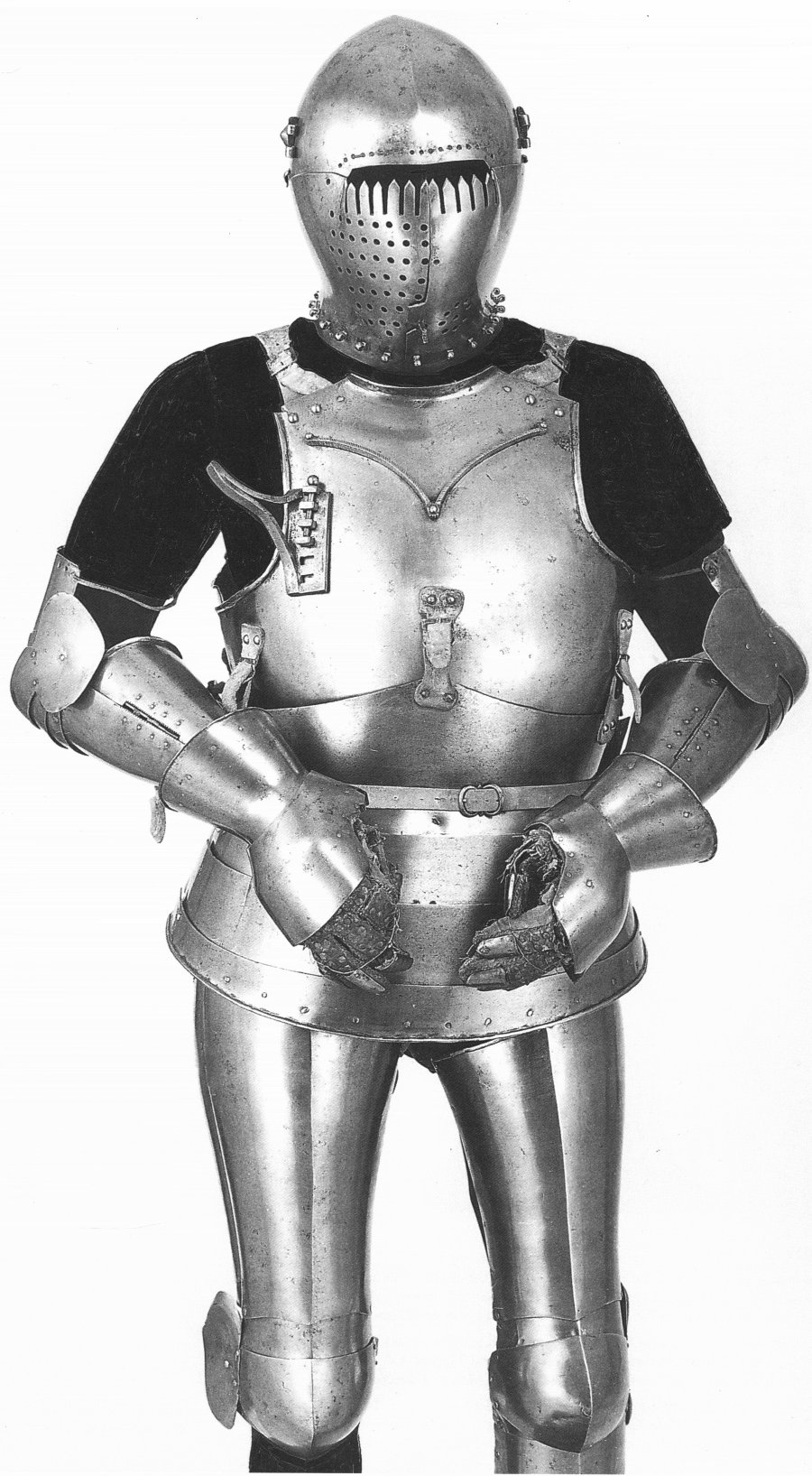
Ранний миланский доспех из коллекции замка Курбург, около 1410 г.

Доспех, изготовленный около 1380 года, представляет собой прогресс в изготовлении доспехов тех времён. Защита тела выполнена в виде нагрудника (breastplate) — предка более поздней кирасы. Наплечники к этому доспеху были утеряны, однако предполагается, что они были стандартной для тех времён сегментной формы. Этот доспех ещё не являлся полным латным, так как для защиты тела помимо нагрудника использовалась кольчуга, но он дал начало отказу от бригантины как основной защиты тела.
Более поздний доспех из оружейной коллекции того же Курбурга представляет собой образец ранней миланской брони со всеми особенностями стиля. Шлем — ранний армет, в данном экспонате забрало утеряно, однако, судя по сохранившимся креплениям, оно было. Наплечники представляют сегментные конструкции, закрывающие плечи и верхнюю часть рук и заходящие на кирасу. Защиты шеи как таковой ещё нет, а наличие на шлеме креплений для бармицы подсказывает, что её роль выполняло закреплённое на армете кольчужное полотно. Кираса представляет собой весьма прогрессивную для того времени конструкцию — с отдельным набрюшником, позволявшим владельцу свободнее сгибаться вперёд и закреплённым ремнём с пряжкой спереди к нагруднику, и упором для копья, очевидно съёмным (на некоторых сохранившихся доспехах его нет, но есть отверстия для его крепления) и поворотным, то есть позволявшим в случае кавалерийской атаки или турнирной сшибки использовать его как держатель для копья, а в рукопашном бою повернуть его к груди, чтобы он не мешал движениям правой руки. На кирасе закреплена латная юбка из четырёх стальных полос, соединённых плавающими заклёпками. Наручи не сильно изменились по сравнению с более ранним образцом доспехов, а вот защита кисти представляет собою полу-рукавицы с защитой кулака в виде одного подвижного сегмента, к которому крепятся на кожаных ремнях сегменты защиты каждого пальца в отдельности. Латные поножи также несут на себе отпечаток более ранних технологий, а именно сегменты на бёдрах ещё отсутствуют, но в то же время сегменты на коленях уже присутствуют, что делает их ношение более удобным. Нижняя часть поножей утеряна, однако судя по другим сохранившимся экспонатам того времени, они представляли собой 2-створчатые латные наголенники анатомической формы с сегментными остроносыми сабатонами.

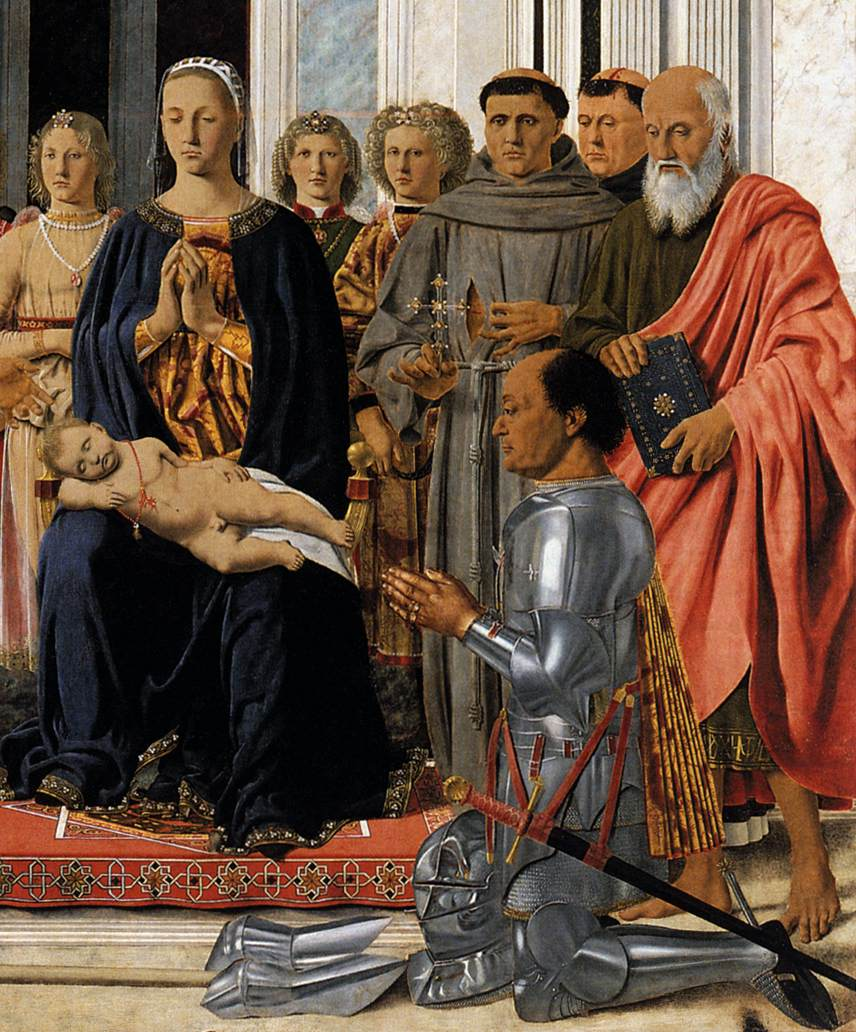
Фрагмент картины «Мадонна с младенцем и святыми» (алтаря Монтефельтро). Автор Пьеро делла Франческа, 1472 год. Находится в Пинакотеке Брера, Милан

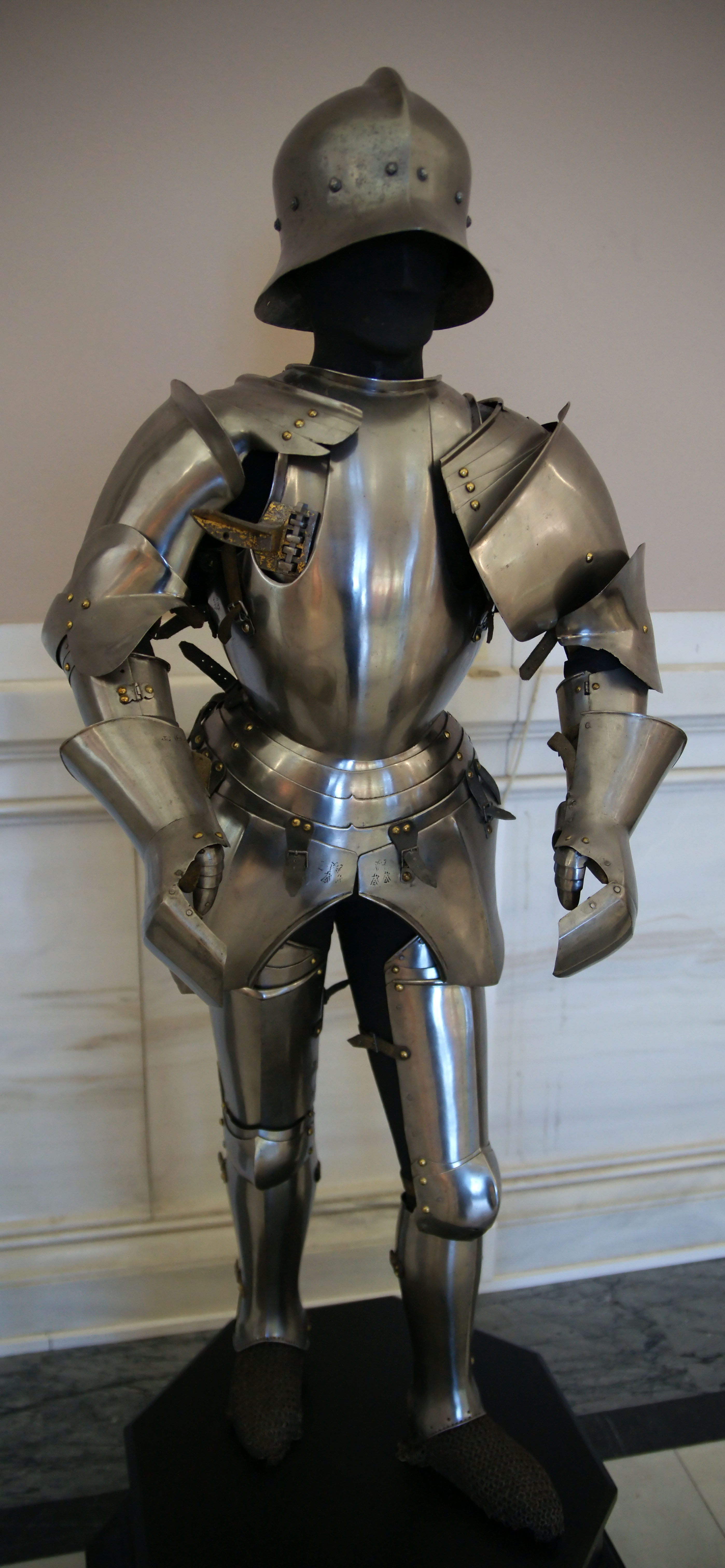
Доспех кондотьера Роберто де Сансеверино, захваченный после его гибели в битве при Каллиано в 1487 году. Сейчас находится в Художественно-историческом музее в Вене

## Миланский доспех XV века
На фрагменте алтаря Монтефельтро слева представлен один из классических образцов миланских доспехов середины — второй половины XV столетия. Доспех имеет все характерные черты миланской брони:
- Шлем типа армет с забралом типа «воробьиный клюв» (sparrow’s beak). Справа на забрале деталь для откидывания его на затылок;
- Защита шеи в виде латного ошейника — гарже (от фр. gorget);
- Кираса с большим напузником(Плакарт), который практически полностью закрывал нагрудник. Соединялись вместе они при помощи ремня и пряжки. К нагруднику крепился упор для копья;
- Продолжением кирасы служила латная юбка из 4-6 сегментов — fauld of lames. Снизу к последнему сегменту юбки при помощи ремней и пряжек крепились тассеты — набедренные щитки, характерная особенность миланских доспехов. Помимо них, к задней части юбки могли крепиться на ремнях и заклёпках стальные пластинки защиты ягодиц — culet;
- Наплечники имели свою особенную форму, не повторявшуюся нигде более. Каждый состоял из 4 и более (до 7) сегментов, соединённых скользящими заклёпками, и они закрывали не только плечо, но и заходили на спину, некоторые — перекрывали друг друга на спине. Правый наплечник спереди выполнялся обычно меньше левого с тем, чтобы была возможность положить копьё на упор, левый же наоборот, делался большим, ибо в турнирах на него при помощи стального винта и гайки-барашка крепился стальной щиток — полдермиттон (от франц. epaule-de-mouton — баранье плечо);
- Наручи остались классической формы — нижняя часть двустворчатая, локоть сегментный (2 сегмента снизу, 1 сегмент сверху), верхняя часть полуоткрытая. Налокотники, а вернее отбойники (защита локтевой впадины) также часто изготавливались асимметричными. Правый отбойник делался обычно значительно больше левого, сложной формы, которая, однако, не мешала движениям руки. Такая защита возникла из-за отказа от щитов. Левый налокотник имел небольшой отбойник (как это видно на одном из доспехов в галерее ниже), однако на него при помощи стального винта и гайки-барашка крепился турнирный налокотник — большая раковинообразная конструкция, защищавшая левый бок владельца. В некоторых экспортных вариантах доспехов оба налокотника имели симметричные большие отбойники;
- Защита кистей — рукавицы миланского типа, с одним подвижным сегментом для защиты пальцев и большим пальцем из двух чешуй. Возможно, под них надевались кольчужные перчатки. Рукавицы имели длинные раструбы, служащие дополнительной защитой рук, и подвижное запястье;
- Поножи эволюционировали в сторону увеличения подвижности. Сверху, на бедре, появились сегменты, колено также выполнялось сегментным. Наголенники анатомической формы надевались отдельно и выполнялись двустворчатыми, закрывающими всю голень. Сабатоны были в основном остроносыми и недлинными; впрочем, известны и иные варианты.

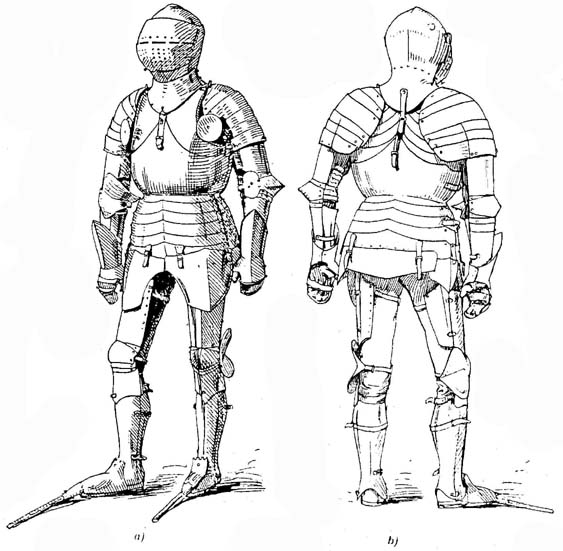
Миланская броня «французского стиля», принадлежавшая Фридриху I, графу и палатину Рейна (Frederich der Siegreiche). Изготовлена в 1451 году в Милане мастерами Томмазо Негрони, Пьером Инноченцо да Фаерно, Антонио Мисалья. Сейчас находится в Художественно-историческом музее в Вене. Илл. из книги Вендалена Бехайма

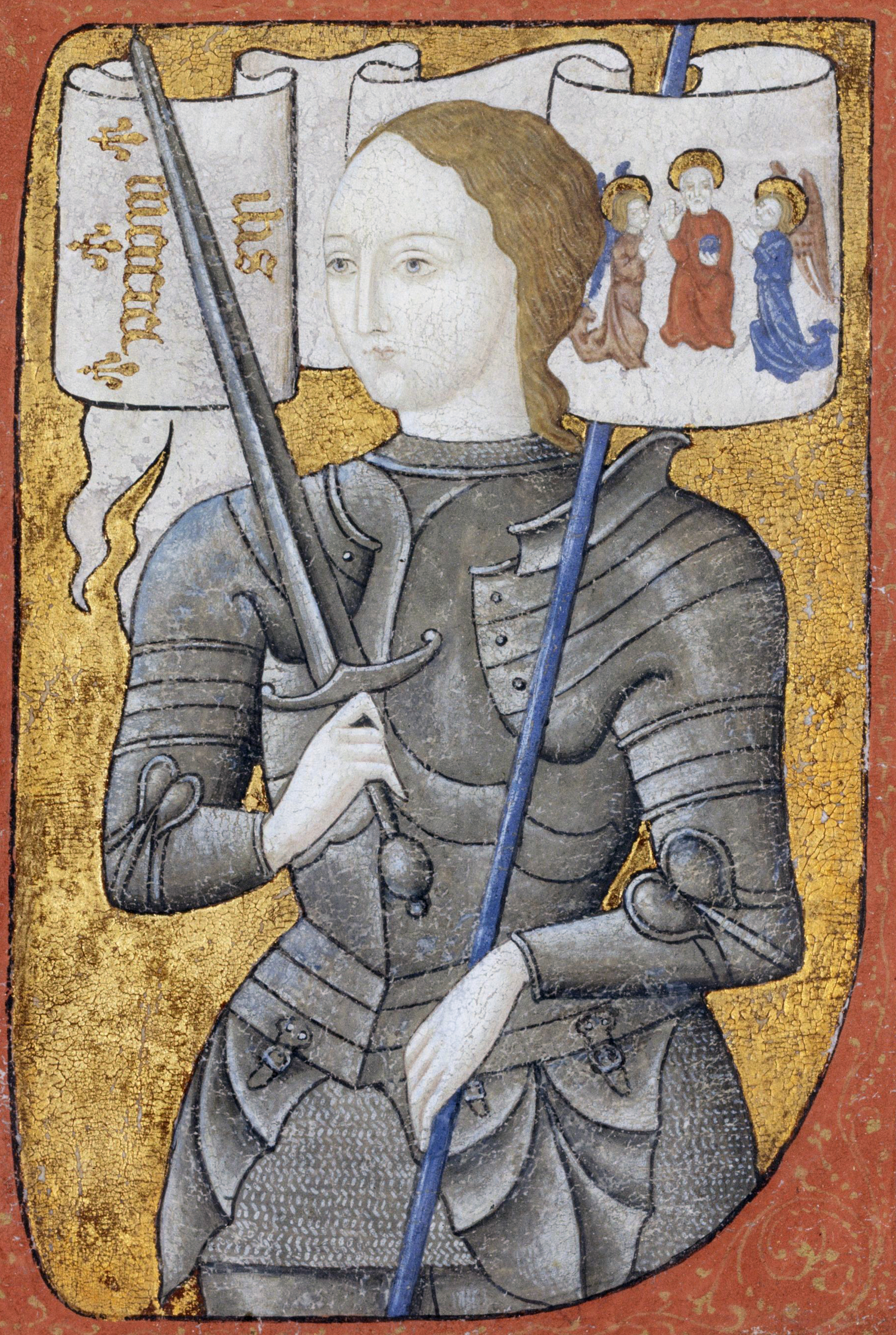
Миланская броня «французского стиля». Изображение Жанны Д’Арк, выполненное в 1450—1500 гг. Находится в Национальном центре исторических архивов, Париж

## Экспортные миланские доспехи XV века
Наиболее популярный экспортный вариант миланского доспеха назывался alla francese («французский фасон») и имел шлем гран-бацинет и остроносые сабатоны. Характерным отличием от немецкой готической брони являлись его гладкие округлые формы, наплечники и налокотники часто разного размера (левый намного больше) и использование для защиты кистей латных рукавиц (в немецких доспехах применялись преимущественно латные перчатки). В доспехах, изготавливавшихся на экспорт во второй половине XV века, уже заметно территориальное различие: если французы предпочитали заказывать доспехи с гран-бацинетом, то немцы — с саладом характерного немецкого фасона, то есть глубокие и с бувигером. При этом доспех сохранял в себе все остальные особенности миланского стиля, перечисленные выше. На доспехах последней трети XV века появились кованые рёбра жёсткости на отдельных элементах (наплечники, налокотники, тассеты, раструбы рукавиц), но в целом броня выполнялась гладкой.
На экспортных доспехах конца XV века стали использоваться симметричные наплечники и латные рукавицы, состоявшие из подвижных 2-3 сегментов. Но даже с этими особенностями миланский стиль остался узнаваемым.

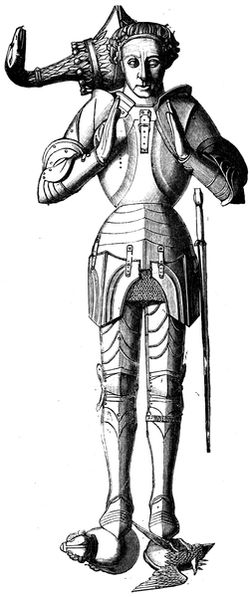
Доспех c надгробия Ричарда Бошана, 5-го (13-го) графа Уорика. Церковь святой Марии, Уорик

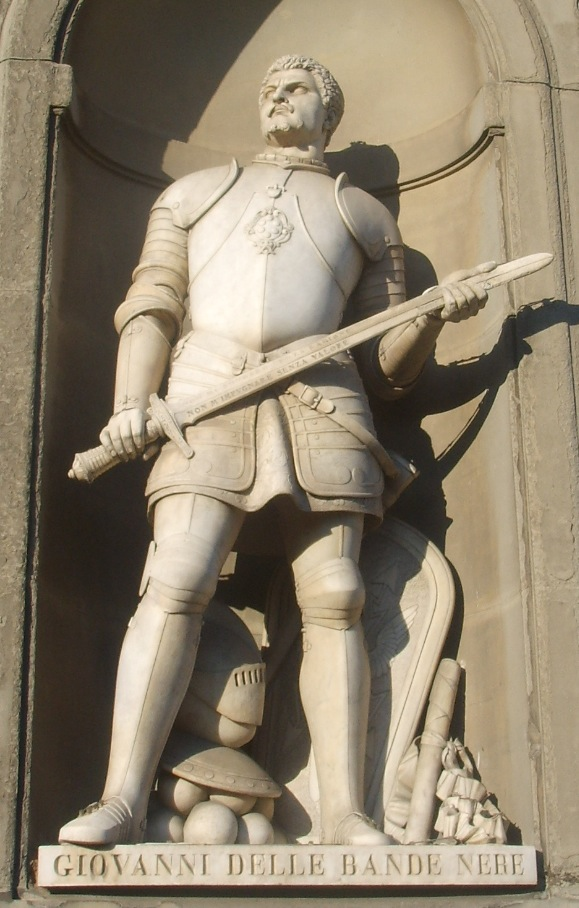
Памятник Джованни делле Банде Нере в галерее Уффици во Флоренции, поставлен в 1537 году его сыном, герцогом Козимо

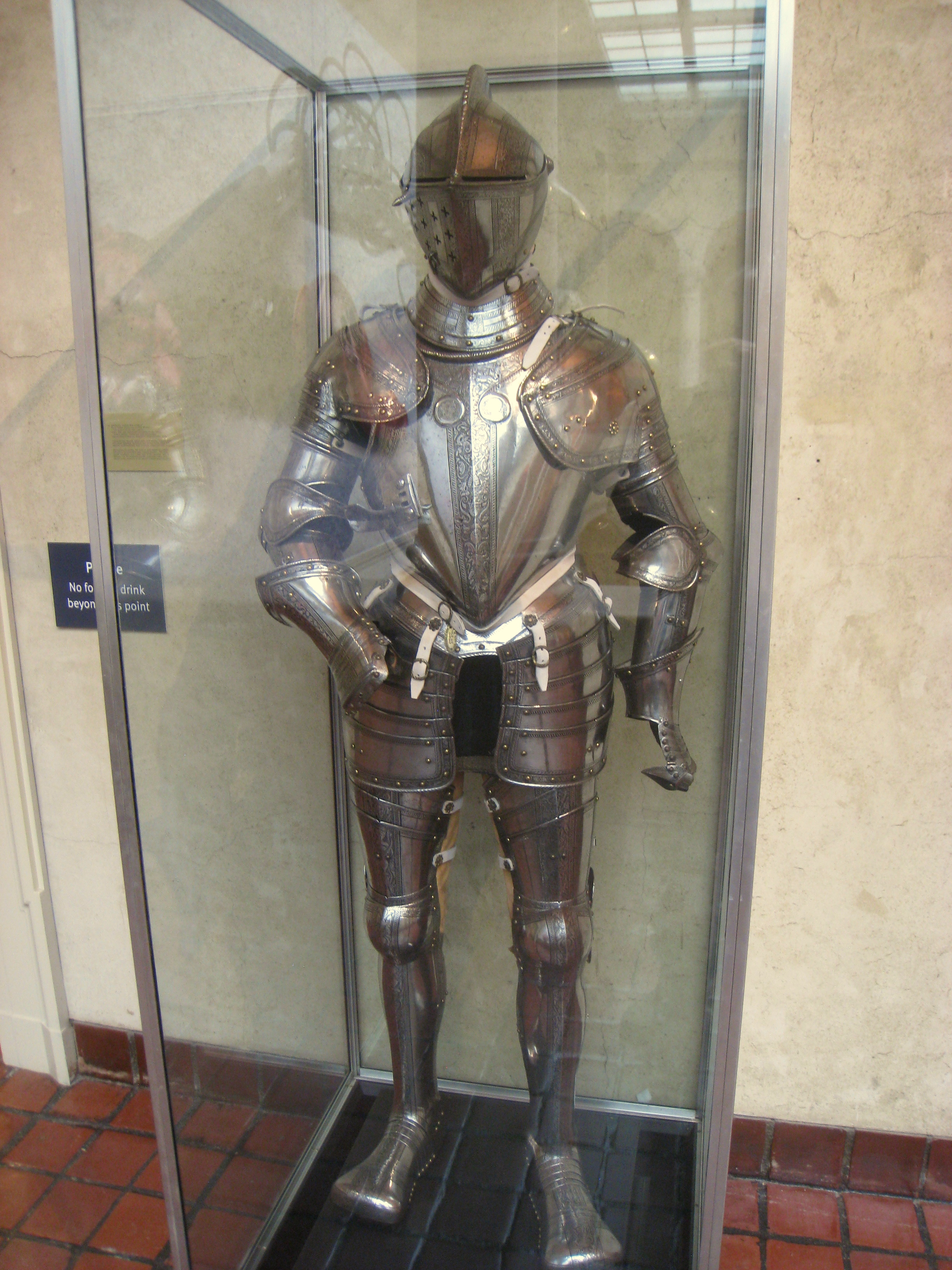
Полный боевой доспех, северная Италия, последняя четверть XVI в. Сейчас находится в музее Вустера, США

## «Уориковский» доспех
Доспех c надгробия Ричарда Бошана, 5-го (13-го) графа Уорика, дал историкам повод говорить об отдельном типе доспехов. Однако наличие абсолютно идентичного изображения в церкви Santa Maria delle Grazie в Мантуе говорит о том, что это скорее всего один из вариантов экспортных доспехов, изготовленный в Италии для английских феодалов и рыцарей. Основные его отличительные особенности:
- Кираса с характерными выштамповками, очевидно — рёбрами жёсткости;
- Вместо армета изображена «жабья голова», однако в бою скорее всего использовался именно классический для того времени армет;
- Набедренники выполнены из пяти сегментов. Очевидно, эта черта впоследствии была перенесена в гринвичский доспех английскими мастерами-оружейниками.

## Миланские доспехи XVI века
Калейдоскоп доспешной моды Германии, когда готические доспехи сменились максимиллиановскими, а те в свою очередь более поздними «гладкими» доспехами, мало затронул Италию, где отработанный до этого фасон доспехов был весьма популярен ввиду его превосходных защитных качеств. Но общие изменения в европейской доспешной моде не могли обойти Италию, что хорошо видно на образцах доспехов первой половины XVI столетия:
- исчезли громадные отбойники на налокотниках, уступив место довольно скромным по размерам;
- наплечники стали коваться симметричными и гораздо меньшего размера;
- Кираса изготавливалась с ребром жёсткости посредине и «гусиной грудью» — тапулем;
- тассеты изготавливались многосегментными;
- помимо армета с плоским забралом популярным становится шлем бургиньот;

На базе поздних миланских доспехов создавались трёхчетвертные рейтарские доспехи и другие образцы поздних доспехов, при этом армет исчез вовсе, заменённый бургиньотом и иными шлемами.